# 中国通史简编
《中国通史简编》是范文澜运用马克思主义观点叙述中国历史的著作。上册叙述上古时代到五代十国的历史，中册叙述宋朝、辽朝至清朝中叶的历史。1940年8月至1941年4、5月完成上册，至年底完成中册，下册因范文澜投入延安整风运动而中断撰写。上册于1941年9月出版，中册于1942年12月出版。虽书题署“中国历史研究会编著”，但是由于缺乏集体写作的经验，实则为范文澜从头独力写成。:95-96

## 背景

### 历史背景
中共中央正在准备发起整风运动，毛泽东号召研究中国历史实际和革命实际，需要一部供干部学习的中国历史读本，但是当时没有合适的历史读本可读，因而范文澜受毛泽东的委托主持编写一部中国通史。

### 政治背景
中国共产党需要能够宣传其对中国历史观点的中国通史，与中国国民党争夺历史解释权，否则很不利于政治斗争。:105

### 学术背景
中共学者由于立场和研究方法的根本差异，对中国国内学院派研究的中国历史多持否定态度，又由于毛泽东强调马克思主义中国化而抛弃了国际左派研究的中国历史，因此承担起了运用唯物史观撰写中国历史的任务。:103

## 版本
《中国通史简编》有过多次重印，编次不同，产生了多种版本。:97-98
| 版本             | 出版机构       | 出版时间                         |
| ---------------- | -------------- | -------------------------------- |
| 上、中册两卷本   | 新华书店       | 上册：1941年9月 中册：1942年12月 |
| 六卷本           | 新华书店       | 1943年10月                       |
| 简明教程本       | 希望书店       | 1947年3月                        |
| 合编一卷本       | 新知书店       | 1947年7月                        |
| 分编八册本       | 新华书店       | 1947年9月                        |
| 上、下册校订本   | 新华书店       | 1948年9月                        |
| 上、中、下三卷本 | 新华书店       | 1949年9月                        |
| 重排一卷本       | 华东人民出版社 | 1950年11月                       |

## 影响
《中国通史简编》出版后，受到了中共军政干部的欢迎，并随着图书的流传影响到了中共实控区外，不久受到了中央图书杂志审查委员会的查禁，使得此书在中共实控区外的影响有限。直至1947年位于上海的新知书店出版此书引发了社会关注，并在学术界引发热议。
此书在相当长时期里代表中共的官方说法，在中华人民共和国成立后也成为不少中国大陆大学的通史教材。

## 评价
中共人物和学者多对此书表示肯定。毛泽东评价为“我们党在延安又做了一件大事。我们共产党人对于自己国家几千年的历史有了发言权，也拿出了科学的著作了。”中共学者誉为第一部运用马克思主义唯物史观系统叙述的中国通史，但与作者一致认为此书受各种因素限制存在若干缺陷，亦有学者批评“过分强调反封建片面性”“借古说今”“有些汉族中心的意味”。同样是马克思主义史学家的尚钺也批评《中国通史简编》“经济与政治乃至于思想意识彼此间，都孤立起来，没联系，这里几条条是经济，那里几条条是政治，那里几条条是思想”。
中华民国政府和中国国民党人物和学者多对此书表示否定。中央图书杂志审查委员会评价为“内容曲解史实，强调阶级意识，足以淆惑听闻，动摇青年信念”。:628-630中央日报评价为“一部亡国主义的宣传品”。中国国民党中央宣传部副部长陶希圣评价为“鄙弃中国历史，仇视中国文化，斩伤民族自信、自尊心，为共匪制造背叛祖国之器材”。